# Palparidius fascipennis
Palparidius fascipennis är en insektsart som först beskrevs av Banks 1911.  Palparidius fascipennis ingår i släktet Palparidius och familjen myrlejonsländor. Inga underarter finns listade i Catalogue of Life.